# Parachaetodon ocellatus
El Parachaetodon ocellatus es la única especie de pez mariposa marino del género Parachaetodon, de la familia Chaetodontidae. 
Sus nombres más comunes en inglés son Ocellate coralfish, o pez coral ocelado, y Sixspine butterflyfish, o pez mariposa de seis espinas.
Es una especie generalmente común en su rango de distribución, y con poblaciones estables. Casi nunca exportada para el mercado de acuariofilia, es difícil su mantenimiento en acuario.

## Morfología
Posee la morfología típica de su familia, cuerpo ovalado y comprimido lateralmente. 
Su coloración base es blanca perlada, con una franja vertical, amarilla, que atraviesa el ojo y una boca estrecha y puntiaguda. En los lados del cuerpo, tiene tres bandas más verticales, también amarillas, que se prolongan hacia la aleta dorsal, difuminándose en un tono más amarillento. La primera cubriendo la base de la aleta pectoral; la segunda, contigua a la primera y hacia el centro del cuerpo; y la tercera, une las partes posteriores de las aletas dorsal y anal. En el extremo superior de la parte trasera de la aleta dorsal, tienen un gran punto negro, a modo de ocelo, lo que, unido a la banda que les tapa el ojo, es un recurso muy utilizado en la familia para despistar a sus predadores. En el pedúnculo caudal tiene otra banda vertical marrón amarillenta.
Las aletas pectorales y la caudal son transparentes. Las aletas pélvicas son grandes y de color blanco.
Tiene 6-7 espinas dorsales, entre 28 y 30 radios blandos dorsales, 3 espinas anales, y entre 18 y 20 radios blandos anales.
Alcanza hasta 18 cm de longitud.

## Hábitat y comportamiento
Especie no migratoria, asociada a arrecifes. Es un pez costero, y ocurre, tanto en grandes lagunas con algas, en el caso de los ejemplares juveniles, como en fondos limosos y arenosos, donde el crecimiento de esponjas es prolífico. Ocurren normalmente en parejas. También forman grandes agregaciones, o "escuelas", en fondos fangosos de aguas profundas.
Su rango de profundidad está entre 5 y 40 metros, aunque otras fuentes han reportado localizaciones entre 3 y 172 m, y en un rango de temperatura entre 20.37 y 28.49 °C.

## Distribución
Distribuido en el océano Indo-Pacífico. Es especie nativa de Australia; Birmania; Camboya; China; Filipinas; Fiyi; India; Indonesia; Japón; Malasia; Papúa Nueva Guinea; Singapur; islas Salomón; Sri Lanka; Tailandia; Vanuatu y Vietnam.

## Alimentación
Se alimenta de esponjas, así como de algas y pequeños invertebrados.

## Reproducción
Son dioicos, o de sexos separados, ovíparos, y de fertilización externa. El desove sucede antes del anochecer. Forman parejas durante el ciclo reproductivo, pero no protegen sus huevos y crías después del desove.
Su nivel de resiliencia es alto, doblando la población en menos de 15 meses.